# 1億2000万人の金庫番
1億2000万人の金庫番（いちおくにせんまんにんのきんこばん）はTBSラジオ制作、JRN3局ネットで放送していた税務相談番組である。提供はミロク情報サービス。

## 概要
2005年10月放送開始。2006年3月までは宮川税理士が税金についての質問に答えるという内容。2006年4月から2部構成になり、前半は矢ケ崎税理士が税金の質問に答える。後半は半田社長が会社経営の注意点を説明（2006年7月まで）、上野ファイナンシャルプランナーが個人のマネープランをアドバイスする（2006年8月から）、中原弁護士が借金整理の方法を解説（2006年10月から。途中、淡河社長の担当期間あり）。2007年3月放送終了。

## 出演者
- 小西克哉
- 松本ともこ
- 矢ケ崎清（税理士、矢ケ崎清税理士事務所所長）
- 中原俊明（弁護士）

## 過去の出演者
- 宮川孝弘（税理士、宮川孝弘税理士事務所所長）
- 半田貢（シグマジャパン社長）
- 上野やすみ（ファイナンシャルプランナー）
- 淡河範明（住宅ローンコンサルタント）

## ネット局と放送時間
- TBSラジオ　毎週月曜日午後2時25分頃～35分頃（「ストリーム」内）
- 中部日本放送　毎週日曜日午前8時35分～45分
- ABCラジオ　毎週日曜日午前8時20分～30分
ABC・CBC向けへの番組収録では小西と松本が「おはようございます」とあいさつし、TBSでの放送では松本の番組タイトルと提供クレジット読みを含めてその部分をカットする。「ストリーム」の放送中に松本が提供クレジットを生放送で読み、いきなり本編部分から放送された。